# Preservación de videojuegos
 

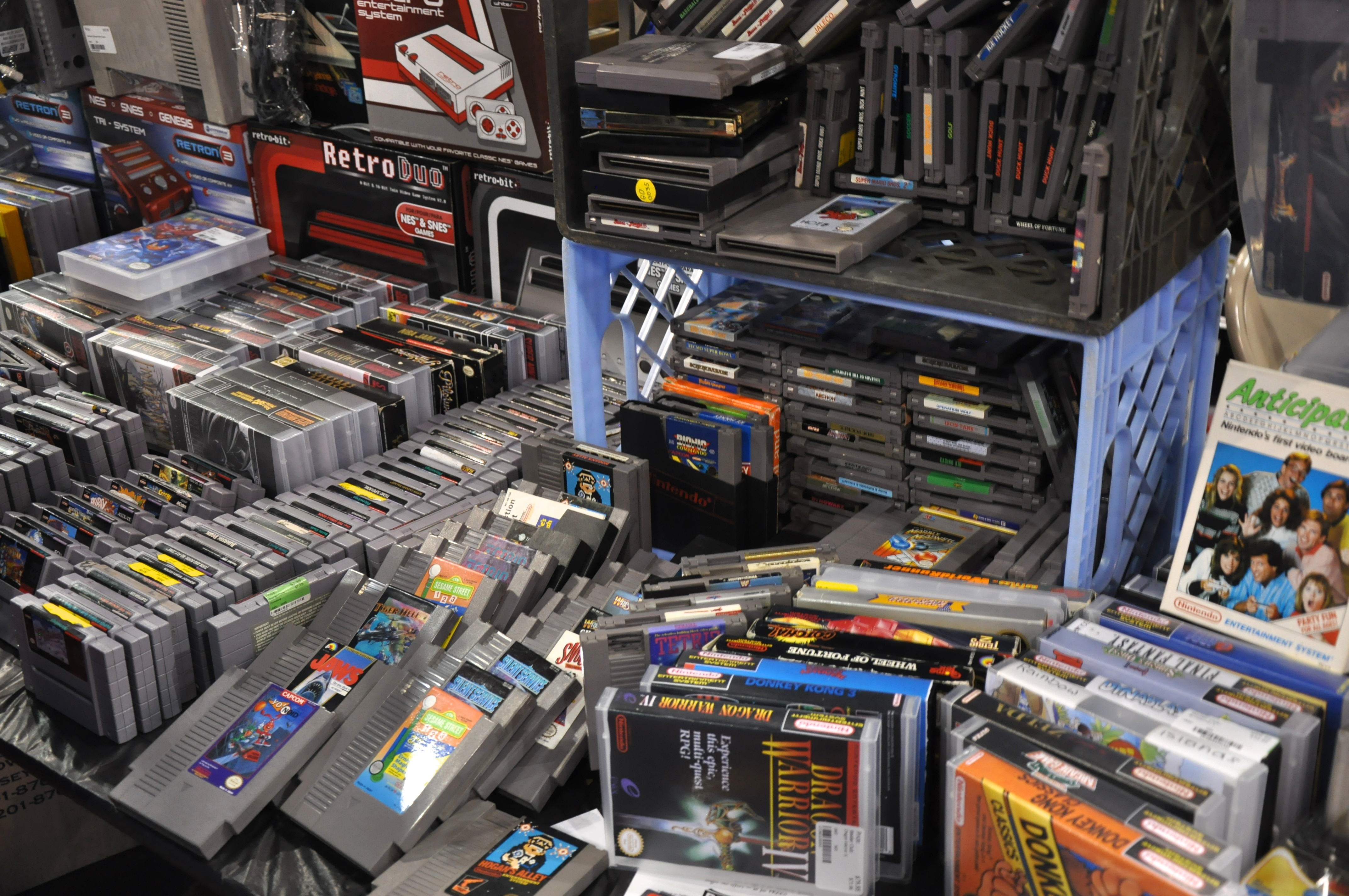
La preservación de videojuegos busca recopilar juegos de una amplia variedad de sistemas de juego que ya no están en producción.

La preservación de videojuegos es una forma de preservación aplicada a la industria de los videojuegos que incluye, entre otras, la preservación digital. Dichos esfuerzos de preservación incluyen el archivo original de código fuente de desarrollo y recursos artísticos que en muchas ocasiones los desarrolladores de videojuegos, especialmente los considerados "Retro" no conservan o los estudios ya no existen, copias digitales de videojuegos, emulación de hardware de videojuegos, mantenimiento y preservación de hardware de videojuegos especializado, como juegos arcade y consolas de videojuegos, y digitalización de revistas y libros impresos sobre videojuegos. antes de la Revolución Digital.

## Importancia de la preservación
Además de conservar la capacidad de jugar juegos del pasado, la preservación de los videojuegos permite investigar la historia de los videojuegos mismos, así como las formas óptimas para que los desarrolladores observen juegos más antiguos para desarrollar ideas.También existe interés en la preservación de videojuegos cancelados que se sabía que estaban en desarrollo y nunca pudieron ver la luz del día o salir al mercado al público en general, ya que, junto con los motivos de la cancelación, pueden proporcionar una comprensión de los aspectos técnicos y creativos, o la falta de ellos, en el momento del desarrollo del juego, logrando comprender mejor dicha situación.
A diferencia de algunos ejemplos de otras formas de medios como libros, arte, fotografía y películas, que son anteriores a mediados del siglo XX y que pueden conservarse en una variedad de formatos que no están prohibidos por las leyes de propiedad intelectual (PI) más recientes, Los videojuegos normalmente requieren hardware y software informático especializado y/o propietario para leer y ejecutar el software del juego creados específicamente para correr dichos videojuegos. Sin embargo, a medida que avanza la tecnología, estos sistemas de juego más antiguos se vuelven obsoletos y ya no se producen ni se mantienen para ejecutar juegos.  Los formatos multimedia de los primeros días de los juegos de computadora, que dependían de disquetes y CD-ROM, sufren deterioro del disco y se degradan con el tiempo, lo que dificulta la recuperación de información.Además, los videojuegos tienden a depender de otros recursos como sistemas operativos, conectividad de red y servidores externos fuera del control de los usuarios, y también es esencial asegurarse de que estos aspectos de los límites de un videojuego se preserven junto con el juego.
Según un estudio de 2023 de la Video Game History Foundation, el 87% de los videojuegos lanzados antes de 2010 (al inicio de la distribución digital) se han perdido o corren el riesgo de perderse por falta de preservación del videojuego debido a las dificultades que implica.. Un período de la industria de los videojuegos que ha recibido mucha atención en especial es la década de 1980. Los juegos anteriores a mediados de la década de 1980 se han comparado con la era muda de las películas, donde se estableció gran parte de la jugabilidad y el lenguaje de los videojuegos como los conocemos hoy en día.Sin embargo, como resultado de la crisis de los videojuegos de 1983, muchas empresas involucradas en el desarrollo de juegos cerraron o fueron adquiridas por otras empresas. En este proceso, el código fuente de muchos juegos antes del colapso se perdió o destruyó, dejando solo copias de juegos vendidas anteriormente en su formato original como evidencia de su existencia.Incluso en el caso de las empresas que sobrevivieron al colapso, no siempre se tuvo en cuenta la planificación a largo plazo para la preservación de los videojuegos en si, como es su código y el respaldo del material utilizado en su creación. Tanto Nintendo como Sega se consideran parte de las pocas empresas de este período que se sabe que trabajaron activamente para realizar copias de seguridad y conservar sus juegos, incluso aquellos que fueron cancelados o inéditos, a lo largo del tiempo.Es por eso que es más común  hoy en día ver estas dos empresas volver a lanzar títulos de esa época nuevamente al mercado.
El código y los activos pueden perderse durante la consolidación de empresas o actividades comerciales similares; por ejemplo, los activos del juego Blade Runner de 1997 se perdieron cuando Electronic Arts trasladó físicamente Westwood Studios después de su adquisición, lo que dificultó que Night Dive Studios intentara una remasterización del juego alrededor de 2020. Otro ejemplo incluye el código original y los archivos de recursos artísticos de Starcraft (1998), que se perdieron durante el desarrollo de StarCraft: Remastered . Como resultado, los sprites tuvieron que rehacerse desde cero,lo cual puede afectar el resultado final esperado por los aficionados o la comunidad, al ver o notar un cierto tipo de diferencia o incluso errores que no existían en los títulos originales.
La preservación también se ha convertido en un problema debido a la prevalencia de la distribución digital en plataformas de consola más modernas; A medida que los fabricantes dejen de admitir hardware antiguo, es posible que se pierdan los juegos que existen sólo en formato digital. Este problema salió a la luz cuando Sony Interactive Entertainment anunció planes para cerrar las tiendas de PlayStation 3, PlayStation Portable y PlayStation Vita a mediados de 2021, aunque Sony luego revirtió, dejando las tiendas de PlayStation 3 y Vita abiertas indefinidamente, al tiempo que limitó la PlayStation Portable. compras en las tiendas de Vita y PlayStation 3. Se estima que 2200 juegos en estas plataformas solo estaban disponibles digitalmente y, aunque la mayoría tiene versiones en otras plataformas, alrededor de 120 eran exclusivos de la plataforma Sony y dejarían de estar disponibles por completo después del cierre de las tiendas. Antes de revertir su decisión, Sony no proporcionó ningún plan inmediato para ofrecer estos títulos por otros medios. Nintendo enfrentó preocupaciones similares cuando anunció planes de cerrar Nintendo eShop para Wii U y Nintendo 3DS para marzo de 2023, lo que eliminaría la disponibilidad de alrededor de 1.000 juegos exclusivamente digitales. Si bien algunos juegos disponibles digitalmente también se ofrecen en un producto físico minorista, el contenido del producto físico puede ser solo una parte del juego o una clave de canje para una tienda digital. Además, los juegos digitales pueden depender de soluciones de middleware de terceros que pueden haber cerrado, lo que hace casi imposible recuperar el juego completo, incluso si el desarrollador del juego tiene el código fuente completo disponible.
Un desafío adicional para la preservación de los videojuegos son los juegos que reciben actualizaciones frecuentes o muy frecuentes que pueden cambiar la naturaleza del juego con el tiempo, como los que se ofrecen como juegos como servicio, como MMO y juegos móviles . Estos juegos también enfrentan problemas cuando el editor o desarrollador cierra los servidores de soporte; A menos que el juego se actualice para separar las dependencias del servidor, como en el caso de Kingdom Hearts X, estos juegos se vuelven injugables y se pierden para los conservacionistas.Si bien los conservacionistas pueden intentar obtener copias de todos los estados intermedios de un juego, el uso de videos de jugadores que juegan a través de servicios de transmisión se ha vuelto más valioso para mostrar el estado intermedio de esos juegos.La preservación de juegos basados en servidores aún puede dejar que los problemas legales relacionados con los derechos de autor sigan siendo una preocupación para el propietario original del juego; Por ejemplo, Atlus presentó una demanda a finales de 2021 contra los jugadores que habían recreado los servidores y el software cliente del extinto Shin Megami Tensei: Imagine, alegando que el proyecto dirigido por aficionados "causó y seguirá causando daños irreparables a Atlus".  
La preservación se ha convertido en una mayor prioridad para las empresas de juegos desde la década de 2000 con la facilidad de las soluciones de almacenamiento digital redundantes y, por lo tanto, no tiende a ser un problema para los juegos emitidos desde ese momento. Frank Cifaldi, director de la Video Game History Foundation, dijo que Electronic Arts había desarrollado un amplio medio para preservar sus videojuegos al final del ciclo de desarrollo y se había puesto en contacto con exempleados para recopilar datos y activos de juegos anteriores para ayudar a preservar sus títulos.Sin embargo, la preservación completa del juego para los editores y desarrolladores más grandes puede resultar costosa para todos, excepto para los títulos más vendidos.
Grupos de aficionados de ciertos títulos modifican el código del juego pare crear servidores propios, generalmente de juegos que fueron retirados y las desarrolladoras no tienen ningún interés de continuar dando soporte al juego, regularmente estos servidores se mantienen por donaciones de los interesados, así como también creación de cuentas nuevas para poder continuar jugando.
Incluso algunos optan por desbloquear ciertos objetos o habilidades en los juegos que originalmente eran de pago o difíciles de conseguir esto para incentivar el volver a empezar desde cero.
Esto claro conlleva a problemas legales con los autores del material lo cual se aborda a continuación.

## Asuntos legales
La mayoría de las cuestiones relacionadas con la preservación de videojuegos se basan en Estados Unidos, uno de los mercados más grandes de videojuegos y, como tal, las cuestiones relacionadas con la preservación están limitadas por las leyes del país.
Si bien se han realizado importantes esfuerzos para superar los problemas relacionados con el hardware antiguo y abandonado, el acceso a juegos más antiguos sigue siendo un problema crítico en general. La Video Game History Foundation, en 2023, informó sobre la falta de disponibilidad comercial de juegos de sistemas más antiguos que amenaza los esfuerzos de preservación. Por ejemplo, se estimaba que el Commodore 64, considerado uno de los sistemas clave en la popularización de los juegos de ordenador en Estados Unidos, tendría en 2023 sólo el 4,5% de los 1.800 juegos que se habían publicado para él durante su vida. Se encontró un porcentaje bajo similar para la familia de consolas portátiles Game Boy.Debido a la falta de rutas comerciales legales para obtener títulos más antiguos, algunos usuarios recurren a violaciones de derechos de autor para obtener estos títulos. En general, la copia y distribución de videojuegos protegidos por derechos de autor sin autorización se considera una violación de los derechos de autor (a menudo denominada piratería de software). Sin embargo, en general se ha tolerado que los usuarios puedan realizar copias de archivo de software (incluidos videojuegos) siempre que posean el software original; Si el usuario vende o pierde el software original de alguna manera, deberá destruir las copias de archivo. Esto también es una justificación para que una persona pueda crear imágenes ROM a partir de cartuchos de juegos de su propiedad.
En 1998, el Congreso de los Estados Unidos aprobó la Ley de Derechos de Autor del Milenio Digital (DMCA), diseñada para alinear los derechos de autor dentro de los Estados Unidos con dos doctrinas publicadas por la Organización Mundial de la Propiedad Intelectual en 1996. La DMCA tipifica como delito el desarrollo, la venta o el uso de tecnologías diseñadas para eludir los dispositivos antielusión, incluido el software de gestión de derechos digitales (DRM) utilizado en diversas formas de medios. Posteriormente, esto hizo que fuera ilegal realizar copias de seguridad del software de muchos videojuegos distribuidos mediante cartuchos de juego o discos ópticos, si se utilizaba algún tipo de DRM para limitar el acceso al software en los medios.
La Biblioteca del Congreso es responsable de abrir presentaciones para exenciones específicas y limitadas de las partes interesadas cada tres años, y determinar cuál de ellas, si corresponde, otorgar. A través de la Biblioteca del Congreso, se han otorgado algunas excepciones clave a la DMCA para permitir la preservación de videojuegos.
- En el conjunto de exenciones de 2003, la Biblioteca no permitió la aplicación de la DMCA para "programas de computadora protegidos por dispositivos que impiden el acceso debido a mal funcionamiento o daño y que son obsoletos" y para "programas de computadora y videojuegos distribuidos en formatos que se han vuelto obsoletos y que requieran el soporte o hardware original como condición de acceso".[16]
- En las exenciones de 2015, la Biblioteca otorgó permiso a los conservacionistas para evitar la protección contra copia en juegos que requerían un paso de autenticación con un servidor externo que ya no estaba en línea antes de jugar el videojuego que de otro modo no requería conectividad en línea; esto no cubría específicamente los juegos basados en un modo servidor-cliente como la mayoría de los juegos multijugador masivo en línea (MMO). La exención incluía el uso de emuladores y otros programas informáticos que serían necesarios para jugar en los sistemas disponibles.[17]
- En las exenciones de 2018, la Biblioteca permitió la preservación y el uso legítimo de juegos basados en servidores como los MMO, lo que permitió a los conservacionistas ofrecer dichos juegos cuando hayan obtenido legalmente el código del juego dentro de museos y bibliotecas.[18]

Las exenciones de la DMCA no significan que todas las imágenes ROM sean legales, y a mediados de 2018 surgió la preocupación sobre la preservación continua de los videojuegos, después de que Nintendo iniciara una demanda contra dos sitios web que distribuían ROM para juegos de sus plataformas más antiguas.
Las leyes normales de derechos de autor y los acuerdos contractuales también pueden obstaculizar los esfuerzos legítimos de preservación. A veces, estos problemas pueden tardar años en resolverse. El juego GoldenEye 007 de 1997 para Nintendo 64 había establecido algunos principios iniciales de los shooters multijugador en primera persona, y los intentos de adaptar o remasterizar el juego comenzaron ya en 2006. Fue necesario hasta aproximadamente 2023 para que los derechos entre todos los propietarios — Nintendo, Rare, Metro-Goldwyn-Mayer, Eon Productions y Danjaq LLC junto con Microsoft — aseguraran una nueva publicación. Se considera que el juego de 2000 The Operative: No One Lives Forever y su secuela están en el limbo de los derechos de autor debido a movimientos comerciales posteriores que dispersaron el lugar donde pudo haber ido la propiedad intelectual: los juegos fueron desarrollados por Monolith Productions, que después de su publicación se convirtió en una subsidiaria de Warner Bros. Entretenimiento interactivo . El editor de los juegos era Sierra Entertainment, que había sido propiedad de Fox Interactive, una subsidiaria de 20th Century Fox, pero luego vendida a Vivendi Games; La propia Vivendi Games finalmente se fusionó con Activision Blizzard . Alrededor de 2014, Nightdive Studios, una empresa interesada en revivir juegos antiguos, había pasado mucho tiempo trabajando entre Warner Bros., Fox y Activision para intentar rastrear la propiedad de la propiedad intelectual del juego, pero ninguna de las tres empresas tenía conocimiento inmediato de ello. el estado de la propiedad intelectual, y no vieron el valor de buscar en sus archivos en papel para encontrar los documentos requeridos, particularmente en el caso de propiedad intelectual conjunta.
Lo que dificulta aún más los problemas de preservación es el hecho de que la mayor parte del desarrollo de videojuegos se realiza como productos de trabajo por contrato, y la propiedad permanece en la empresa que contrata a los desarrolladores de videojuegos en lugar de en los propios desarrolladores. Muchos desarrolladores han conservado parte o la totalidad del código del juego en el que han trabajado, pero normalmente no pueden publicarlo debido a sus contratos laborales y porque su empleador posee esos derechos de autor. Sin embargo, algunos desarrolladores, después de que ha pasado suficiente tiempo, han liberado su código para esfuerzos de preservación a pesar de no poseer directamente los derechos de autor, basándose en que el valor de la preservación superaría el impacto en los derechos de autor.

## Preservación del software de videojuegos.

### Emulación
Los emuladores de consolas de videojuegos utilizan software que replica el entorno de hardware de una consola de videojuegos, una máquina recreativa o una arquitectura de PC específica. Generalmente, estos crean una máquina virtual en sistemas informáticos más nuevos que simulan las unidades de procesamiento clave del hardware original. Luego, los emuladores pueden leer software, como una imagen ROM para juegos arcade o sistemas basados en cartuchos, o el disco óptico del juego o una imagen ISO de ese disco, para jugar el juego completo.
La emulación se ha utilizado de alguna manera oficial en las consolas más nuevas. La Consola Virtual de Nintendo permitía jugar juegos de sus consolas anteriores y de otros terceros en Wii, Wii U y 3DS. Algunos juegos solo se pueden jugar de esta manera, como la segunda generación de juegos Pokémon. La consola virtual de Nintendo se cerró para Wii el 30 de enero de 2019 y para 3DS y Wii U el 27 de marzo de 2023. Los títulos comprados anteriormente siguen siendo jugables. Sony había lanzado originalmente la PlayStation 3 con compatibilidad con versiones anteriores de los juegos de PlayStation 1 y PlayStation 2 si los jugadores tenían los medios originales, pero pasó a vender juegos emulados en su PlayStation Store y a ofrecer el servicio de juegos en la nube PlayStation Now que permite juegos de PlayStation 3. para jugar en otros dispositivos, incluida PlayStation 4 y computadoras personales compatibles. Microsoft ha creado un programa de compatibilidad con versiones anteriores mediante emulación para permitir que títulos seleccionados de Xbox se reproduzcan en Xbox 360 y, de manera similar, otro programa para que ciertos títulos de Xbox y Xbox 360 se reproduzcan en Xbox One y Xbox Series X y Series S si los poseen. el juego original y hemos puesto algunos de estos títulos a la venta mediante distribución digital a través de Xbox Live. Antiguas empresas de hardware de consolas como Sega y Atari han lanzado colecciones de sus juegos basadas en emulación para múltiples sistemas.
En el espacio de PC, está disponible la emulación de un motor de juego o de un sistema operativo completo. En estos casos, se espera que los jugadores posean copias del juego para utilizar los archivos de contenido. DOSBox emula un sistema operativo completo compatible con IBM PC que permite ejecutar la mayoría de los juegos para computadoras más antiguas en sistemas modernos. También existen emuladores para juegos arcade más antiguos, como MAME.
El jefe de Xbox Game Studios, Phil Spencer, también sugirió que los juegos en la nube pueden ayudar con la emulación y la preservación, ya que en el servidor backend para juegos en la nube, se pueden ofrecer más recursos técnicos para respaldar la emulación de una manera que parezca transparente para el usuario final. Spencer dijo: "Mi esperanza (y creo que tengo que presentarlo de esa manera a partir de ahora) es que, como industria, trabajemos en una emulación legal que permita al hardware moderno ejecutar cualquier ejecutable antiguo (dentro de lo razonable) que permita a alguien jugar cualquier juego". Sony ha puesto a disposición de los miembros la emulación en la nube de PlayStation, PlayStation 2, PlayStation 3 y PlayStation Portable originales seleccionados en ciertos niveles del servicio PlayStation Network basado en suscripción.
Existen aspectos legales relacionados con la emulación que pueden dificultar la conservación de videojuegos de esta manera. En primer lugar, la legalidad de crear un emulador en sí no está clara. Varias jurisprudencias estadounidenses, como el caso legal de Sony Computer Entertainment, Inc. contra Connectix Corp. (2000), han demostrado que desarrollar una emulación es una actividad legal siempre que no se incorpore a la emulación información de propiedad exclusiva o código protegido por derechos de autor. Esto generalmente requiere que el emulador se desarrolle mediante ingeniería inversa en un diseño de sala limpia, utilizando únicamente información publicada públicamente sobre el sistema. Una vez completado, los emuladores necesitan acceso a la imagen ROM de un juego o incluso a la imagen BIOS de una consola. Si bien adquirir una copia de una ROM o BIOS al descargarla desde una consola de su propiedad para uso propio se considera uso legítimo, obtener y distribuir imágenes de ROM y BIOS de otras partes se reconoce como violaciones de derechos de autor.

### Migración
La migración se refiere a volver a lanzar software de una plataforma a una plataforma más nueva; de lo contrario, se mantienen iguales todos los recursos de juego, narrativa y arte. Esto se puede hacer a través de algunas rutas: 
Si una empresa de videojuegos usa un Hardware nuevo o Consola nueva y esta es compatible para correr el Software de sus versiones anteriores, esto facilita la preservación de videojuegos. sin necesidad de volver a comprar dichos títulos, o algunos deciden lanzarnos de manera digital en caso de que ya no estén disponibles de manera física.
- Recreación del motor de juego: se puede desarrollar un nuevo motor de juego universal que utilice los recursos originales del juego pero que, por lo demás, se ejecute en cualquier plataforma de hardware futura. Tales ejemplos incluyen la máquina Z para muchos de los juegos de aventuras de texto de Infocom, y ScummVM permite a los jugadores ejecutar casi todos los juegos de aventuras de LucasArts.
- Recopilación o portabilidad del software: el código fuente original del juego se vuelve a compilar para una plataforma más nueva, realizando los cambios necesarios para que funcione en el hardware más nuevo. Esto requiere que el código fuente del juego original esté disponible para este fin. Muchos de los juegos publicados por Digital Eclipse se basan en la descompilación del código del juego original con la aprobación del propietario de los derechos de autor en su propio motor Eclipse, lo que permite la portabilidad a cualquier número de sistemas.[25][26]

### Abandonware
Abandonware se refiere a software que aún puede ejecutarse en computadoras o consolas modernas, pero el desarrollador o editor ha desaparecido, ya no vende el producto o ya no opera los servidores necesarios para ejecutar el software, entre otros casos. Los ejemplos incluyen Freelancer (ya que su editor cerró) y Black & White (debido al cierre del estudio de desarrollo). El mencionado No One Lives Forever se considera un caso de este tipo debido a la falta de interés de los probables titulares de derechos conocidos en afirmar su propiedad y llegar a acuerdos de licencia para su nueva publicación.
Debido a la falta de disponibilidad de cualquier ruta minorista legal para comprar el estuche, algunos sitios web, como Home of the Underdogs, pueden ofrecer estos juegos sin costo alguno, generalmente con los parches necesarios para eliminar la protección de derechos de autor y actualizaciones para jugar en sistemas más nuevos. Legalmente, dicho software todavía está sujeto a las leyes normales de derechos de autor, lo que hace que esta práctica sea ilegal. Los derechos de autor solo desaparecen con el tiempo dependiendo de su duración (de 75 a 90 años para la mayoría de los videojuegos), e incluso en el caso de empresas cerradas, los derechos de autor son un activo que a menudo pasa a ser propiedad del liquidador de la empresa cerrada. Normalmente, correspondería al propietario de los derechos de autor emprender acciones legales, y con los desarrolladores y editores cerrados, esto a menudo no sucede, pero desde alrededor de 1999, organizaciones comerciales de videojuegos como la Entertainment Software Association han intervenido para tomar acciones directas contra los sitios. como representantes de todos sus miembros.
Según la DMCA, la Oficina de Derechos de Autor ha hecho excepciones desde 2015 para permitir a los museos y otros archiveros eludir las cuestiones de derechos de autor para que dicho software esté en un estado reproducible; una nueva excepción busca permitir esto específicamente para juegos multijugador que requieren servidores, específicamente multijugador masivo en línea juegos 

### Mods y recreaciones
En algunos casos, los fanáticos de un videojuego han ayudado a preservar el juego lo mejor que pudieron sin acceso al código fuente, a pesar de que la naturaleza de los derechos de autor de estos proyectos de fanáticos es muy polémica, y más aún cuando se trata de cuestiones monetarias. Juegos como Star Wars: Knights of the Old Republic II y Vampire: The Masquerade – Bloodlines, que tuvieron problemas de producción difíciles antes de su lanzamiento, pueden dejar activos no utilizados para que los jugadores los encuentren y, en el caso de ambos juegos, los jugadores han desarrollado recursos no oficiales. parches que funcionan para completar el contenido, superando en algunos casos las expectativas de los creadores del contenido original. Los remakes de juegos para plataformas o motores de juegos modernos también pueden ser realizados gracias a los esfuerzos de los fanáticos. Black Mesa es una nueva versión basada en fanáticos del primer juego Half-Life de Valve Corporation, pero mejora los activos del juego desde el motor de juego GoldSrc original hasta el motor Source más nuevo, con la bendición de Valve para el esfuerzo.

### Bases de datos
Se han creado bases de datos de videojuegos para rastrear videojuegos históricos, particularmente aquellos de los primeros días de la industria que han quedado olvidados. Sitios como MobyGames y Internet Games Database (IGDB). Home of the Underdogs sigue siendo una base de datos de los primeros juegos de computadora después de que el sitio eliminó sus ofertas de abandonware. Las bases de datos controladas por el usuario (a menudo proporcionadas en formato "dat") creadas por grupos de "citas" de videojuegos que almacenan hashes y otros metadatos importantes proporcionan un aspecto de garantía de calidad al comparar los resultados de volcado de diferentes contribuyentes. Redump.org almacena información hash y metadatos de más de 100.000 volcados de discos de videojuegos. No-Intro.org almacena los metadatos y hashes de más de 300.000 elementos de contenido y juegos digitales y en cartucho. Estos sistemas actúan como un catálogo de tarjetas para rastrear los lanzamientos de juegos en varias regiones, comparando revisiones de software y otros datos como números de serie y códigos de barras. Las bases de datos adicionales, tanto funcionales como extintas, incluyen TOSEC y trurip.

### Otros
El código fuente de los juegos más antiguos, antes de que los editores controlaran fuertemente los derechos, a menudo lo guardaban los propios programadores, y pueden liberarlos o pueden ser parte de su patrimonio después de su muerte. En un caso, un juego perdido de Nintendo Entertainment System, una versión anterior de Days of Thunder de Chris Oberth, que había muerto en 2012, fue recuperado del código fuente en disquetes de sus materiales de trabajo en 2020 por la Video Game History Foundation con autorización de su familia.
La preservación del software de videojuegos ha llegado por caminos dudosos. Jason Scott obtuvo el código fuente de todos los juegos de aventuras de texto de Infocom en 2008 a través de un usuario anónimo en la "unidad Infocom", un archivo que representaba la totalidad del servidor principal de Infocom días antes de la reubicación de la empresa desde Massachusetts. a California en 1989. Si bien Scott era consciente de que esto era similar al espionaje industrial, todavía había publicado el código fuente de los juegos con fines de preservación.  John Hardie, del Museo Nacional de Videojuegos, había buscado entre la basura de empresas cerradas para recuperar materiales para su colección.

## Preservación del hardware de videojuegos.
Si bien en la mayoría de los casos, digitalizar el software de los videojuegos es suficiente para la preservación, ha habido suficientes consolas únicas con tiradas de producción limitadas que pueden crear mayores desafíos para la preservación de los videojuegos, ya que es difícil emular su software. Cuando hay disponibilidad de hardware, los programadores y piratas informáticos de sombrero blanco pueden derribar libremente estos sistemas para analizar sus componentes internos y realizar ingeniería inversa para su preservación, pero cuando los sistemas son limitados, tales tácticas no son apropiadas. Estos sistemas también pueden degradarse. Más a menudo, se pueden adquirir versiones rotas o no funcionales de hardware antiguo para demostrar que dichos sistemas existían, pero no funcionan como herramienta de preservación de software. Por ejemplo, sólo se ha encontrado una copia del Super NES CD-ROM, un sistema de entretenimiento Super Nintendo con unidad de CD-ROM producido por Sony, de un estimado de 200 unidades que se produjeron antes de que cambiara el acuerdo entre Sony y Nintendo. La unidad fue reparada cuidadosamente para poder usar el CD-ROM, de modo que se pudiera verificar alguna funcionalidad de su software y permitir probar en él los pocos títulos de software conocidos.

## Preservación de medios impresos
La mayoría de Box Art y manuales de videojuegos publicados antes del año 2000 acompañaban a la mayoría de los juegos publicados antes de 2000, y se había publicado una gran cantidad de revistas sobre videojuegos que desde entonces han disminuido. Existe un gran interés en la preservación digital de estos materiales junto con el software y el hardware como material de referencia para ayudar a documentar la historia temprana de los videojuegos, que no recibió el tipo de cobertura detallada que el campo ve a partir de la década de 2010. En la mayoría de los casos, estas obras se conservan mediante escaneo y almacenamiento digital en bibliotecas y colecciones de usuarios. La Video Game History Foundation mantiene una colección física y digital de estas revistas en su colección y anticipan abrir el acceso público a su colección digital, mientras que RetroMags ha trabajado de manera similar para proporcionar archivos digitales de revistas de juegos retro bajo un enfoque de uso justo dado que la mayoría de Estas revistas y sus editores ya no existen.

## Esfuerzos de preservación

### Biblioteca del Congreso
La Biblioteca del Congreso de los Estados Unidos (LoC) lanzó el Programa Nacional de Preservación e Infraestructura de la Información Digital (NDIIPP) en 2000 para preservar los medios no tradicionales. Alrededor de 2007, la LoC comenzó a comunicarse con socios de diversas industrias para ayudarlos a explorar cómo archivan dicho contenido. La LoC había financiado la Universidad de Illinois en Urbana-Champaign (UIUC) de 2004 a 2010 para desarrollar el programa ECHO DEPository ("Exploración de colaboraciones para recolectar objetos en un entorno digital para la preservación").

#### Preservando mundos virtuales
Preservar mundos virtuales fue un proyecto financiado por LoC y realizado por el Instituto de Tecnología de Rochester, la Universidad de Stanford, la Universidad de Maryland y la Universidad de Illinois en Urbana-Champaign, junto con el apoyo de Linden Lab, y se desarrolló entre 2008 y 2010. El estudio exploró una variedad de juegos, desde Spacewar! (1962) hasta Second Life (2003, desarrollado por Linden Lab), para determinar qué métodos podrían usarse para preservar estos títulos. El proyecto concluyó que, si bien existen soluciones técnicas para la preservación del software de juegos, como la identificación de formatos comunes para el almacenamiento digital y el desarrollo de arquitecturas de bases de datos para rastrear la propiedad, muchas cuestiones relacionadas con la preservación siguen siendo de naturaleza legal en relación con las leyes de derechos de autor.  

### Archivo Nacional de Cine y Sonido
El Archivo Nacional de Cine y Sonido de Australia anunció en septiembre de 2019 que comenzará a crear un archivo de videojuegos desarrollados en Australia para su preservación y exhibición, y que se agregarán juegos anualmente. El esfuerzo de preservación incluirá no solo el software sino también el arte, la música y otros activos creativos, además de considerar la jugabilidad a largo plazo.

### Archivo de Internet
Internet Archive comenzó a agregar emulación de videojuegos de sistemas más antiguos para jugar.The Archive desarrolló Emularity, un emulador basado en navegador web para ejecutar una serie de emulaciones de juegos, consolas y computadoras fuera de producción, y ofrece numerosos títulos para reproducir a través de Archive. El responsable del proyecto, Jason Scott, dijo que la mayoría de las empresas no están en desacuerdo con que sus imágenes ROM se ofrezcan de esta manera, pero señaló que Nintendo las ha presionado para que no incluyan ninguna consola Nintendo en la colección.También comenzaron a archivar animaciones y juegos de Adobe Flash en noviembre de 2020, antes del final de vida útil de Adobe Flash el 31 de diciembre de 2020, utilizando un nuevo emulador llamado Ruffle.

### Fundación de Historia de los Videojuegos
Frank Cifaldi es uno de los principales historiadores de la industria de los videojuegos que intenta fomentar una mayor preservación de los videojuegos y ayudar a recuperar juegos que se creían perdidos. En 2016, había pasado unos veinte años tratando de fomentar la preservación para rastrear la historia de los videojuegos y estableció la Video Game History Foundation, una organización sin fines de lucro, en 2016.  La Fundación no sólo busca preservar los juegos, sino también las ilustraciones de las cajas, los manuales y el material promocional de los videojuegos, creyendo que estos elementos combinados pueden ayudar a los futuros historiadores a comprender la cultura de los juegos en el pasado.

### Museo Nacional del Videojuego
El Museo Nacional de Videojuegos de Estados Unidos nació a partir del trabajo de archivo realizado por John Hardie, quien había dirigido la Classic Gaming Expo . Durante este tiempo, Hardie había recopilado varios materiales de videojuegos de otros y de sus propios esfuerzos. La colección de material recopilado atrajo el interés de eventos de la industria, incluido el E3  y la Game Developers Conference, que ayudaron a promover la colección. Hardie exhibió los materiales a través de exposiciones itinerantes y consiguió que Randy Pitchford se interesara por establecer un hogar permanente para la colección. El museo fue inaugurado en Frisco, Texas, en 2016. Si bien algunas empresas han donado materiales al museo, Hardie afirmó que ha sido difícil convencer a otros desarrolladores y editores para que contribuyan a los esfuerzos de preservación.

### El Centro de Historia de la Computación
Los esfuerzos continuos del Centro de Historia de la Computación han dado como resultado la preservación física de más de 13.000 videojuegos desde 2008. Se puede acceder a la información de cada artículo de la colección a través de su catálogo en línea. El centro también archiva digitalmente el código fuente de juegos como la serie Magic Knight de David Jones, y conserva y aloja escaneos de bocetos originales y otros materiales de desarrollo de compañías de juegos como Guerrilla Games. Su trabajo enfatiza la importancia de preservar todos los aspectos de la experiencia de un juego, desde los materiales de marketing hasta la experiencia de protección de copia, el embalaje y el hardware.Teniendo esto en cuenta, la colección del centro también alberga hardware y sistemas operativos poco comunes. El centro también está trabajando con desarrolladores y editores de videojuegos actuales, actuando como depósito de su trabajo en curso para que se preserve activamente.

### El Instituto Fuerte
Entre otros aspectos educativos, el istitudo The Strong de Rochester, Nueva York, gestiona el Centro Internacional para la Historia de los Juegos Electrónicos (ICHEG).

### Sociedad del Patrimonio de los Videojuegos
La Videogame Heritage Society es un esfuerzo iniciado por el Museo Nacional de Videojuegos del Reino Unido junto con la Biblioteca Británica, el Museo de Londres, el Centro de Historia de la Computación, el Museo Nacional de Ciencias y Medios en Bradford, la Universidad de Bath Spa y varios coleccionistas independientes en 2020 para preservar los videojuegos desarrollados en el Reino Unido.

### Sociedad de preservación del juego
Fundada en 2011 en Tokio, la Game Preservation Society preserva la historia de los videojuegos japoneses. El objetivo de la organización es la preservación de los juegos de ordenador japoneses de los años 80 para plataformas como PC-88 y Sharp X1. El presidente de la sociedad, el francés Joseph Redon, estima que sólo podrán conservar alrededor del 80% de los juegos de ordenador japoneses.

### Biblioteca nacional de referencia de software
Si bien no está estrictamente configurada para su preservación, la Biblioteca Nacional de Referencia de Software, creada y mantenida por el Instituto Nacional de Estándares y Tecnología (NIST), ha incluido una serie de software de juegos populares, entre otros software utilizados principalmente como ayuda en análisis forense digital, almacenamiento de copias electrónicas. de estos juegos y otros programas. La colección de juegos inicial se añadió en 2016 con numerosos títulos recopilados por Stephen Cabrinety, fallecido en 1995; En 2018, Valve, Activision-Blizzard y Electronic Arts donaron títulos adicionales para agregarlos a la colección, mientras que el propio NIST compró otros títulos populares para incluirlos.

### Asociación de Juegos de Hong Kong (RETRO.HK)
Fundada en 2015 en Hong Kong por Dixon Wu y otros voluntarios con décadas de conocimiento en videojuegos, la Hong Kong Game Association es una sociedad sin fines de lucro dedicada a preservar, curar y mostrar la historia de los videojuegos, centrándose especialmente en PC y consolas desarrolladas localmente. juegos y literatura sobre videojuegos tradicionales chinos. La Asociación organiza el RETRO anual. HK Gaming Expo y RetroCup: eventos anuales gratuitos de juegos retro dedicados a promover los videojuegos y los juegos competitivos como cultura y forma de arte para el público.La asociación ha trabajado con múltiples universidades o colegios locales para promover la causa, como la Universidad Politécnica de Hong Kong, la Universidad de la Ciudad de Hong Kong, laUniversidad Abierta de Hong Kong y el grupo del Instituto de Educación Vocacional (IVE) de Hong Kong.

### El Museo de Arte y Entretenimiento Digital
Fundado en 2011 en Oakland, California, el Museo de Arte y Entretenimiento Digital, el MADE realizó la primera preservación institucional de un juego en línea cuando trabajó con F. Randall Farmer, Chip Morningstar, Fujitsu y un grupo de voluntarios para relanzar LucasFilm Games. ' Hábitat. Este trabajo condujo a la colaboración con UC Berkeley para solicitar una exención 1201 DMCA para la preservación de juegos MMO. Desde entonces, el código fuente de Habitat se ha publicado como software de código abierto bajo la licencia del MIT. El MADE continúa trabajando para una mayor preservación digital, centrándose en el código fuente y los juegos en línea.

### Archivo de Embracer Group
Embracer Group había adquirido una gran cantidad de desarrolladores y editores de videojuegos a lo largo de los años y anunció en mayo de 2022 el Embracer Group Archive para ayudar a preservar los juegos de estos grupos, así como de otros. Si bien se mantiene como una colección física con más de 50.000 en mayo de 2022, el Archivo planea expandirse para permitir el acceso en línea a partes de su colección con fines de investigación.
En febrero del año 2024 Embracer Group quien es ahora dueña del estudio Crystal Dyniamics, publicó y lanzó con la ayuda de Aspyr otro estudio que ya tenían experiencia remaste-rizando videojuegos ya retirados, dejando así Aspyr como encargados exclusivos del proyecto, una reedición o remaste rizado fiel de los videojuegos originales de la serie Tomb Raider diseñados originalmente por Core Design en 1996 siendo así el  I, II y III, así como sus expansiones que fueron exclusivas para la PC, dando así como resultado el lanzamiento digital en casi todas las plataformas disponibles del momento como Microsoft Windows, Xbox One y series X-S , PlayStation 4 y 5,  y Nintendo Switch , la colección fue nombrada Tomb Raider I-III Remastered, conservando el código y motor original de 1996 así como sus gráficas visuales pixeladas, controles tipo tanque, pero agregando controles nuevos y posibilidad de cambiar a texturas nuevas con el pulsar de un botón e introduciendo un modo fotografía que no estaba disponible originalmente, esto se puede considerar como otra forma efectiva de la preservación de videojuegos esto debido a que los títulos originales presentaban problemas de compatibilidad o errores en sistemas operativos nuevos de Windows y en otras plataformas ya no estaba disponibles para su compra o rejugabilidad.
En octubre del año 2024 también anuncia una nueva colección llamada Tomb Raider IV-VI Remastered continuando el rediseño de los juegos clásicos de Tomb Raider el IV, V, y VI.

### La colección de Syd Bolton
Conocida formalmente como Museo de Computadoras Personales, la colección de más de 14.000 juegos de computadora y consola y 5.000 revistas de juegos fue iniciada por el programador Syd Bolton en 2005 y mantenida por un equipo de voluntarios. Tras la muerte de Bolton en 2018, la colección se transfirió a la Universidad de Toronto Mississauga y se mantuvo a disposición del público a través de la Colección Syd Bolton.

### Flashpoint
El estándar Adobe Flash, muy utilizado en videojuegos basados en navegador en la década de 2000, se eliminó por completo de la mayoría de los navegadores web a finales de 2020 debido a problemas de seguridad de larga duración con el formato Flash, e hizo que estos juegos no se pudieran reproducir. En 2018 se estableció un esfuerzo llamado BlueMaxima's Flashpoint para recopilar tantos juegos Flash disponibles gratuitamente como fuera posible con fines de archivo, excluyendo aquellos juegos que se ofrecieron comercialmente o que requieren un servidor para jugar, y permitiendo a los autores solicitar su eliminación. En enero de 2020, el proyecto Flashpoint tenía más de 38.000 juegos Flash en su archivo.

### Project Deluge
Project Deluge, dirigido por un grupo de fanáticos de los videojuegos llamado Hidden Palace, es una colección de varios prototipos de videojuegos de PlayStation, PlayStation 2, Sega Saturn, Sega Dreamcast, CD-i y juegos originales de consola Xbox disponibles en varias formas para los usuarios puedan ver o jugar, normalmente mediante el uso de un emulador. Según se informa, estos prototipos se basan en una colección de dichos juegos mantenida por un usuario que trabajó para garantizar que todos los prototipos que recopilaron de los desarrolladores y editores se conservaran digitalmente para que Hidden Palace pudiera compartirlos con la comunidad en general. Estos prototipos pueden ayudar a los historiadores de los videojuegos a rastrear cómo los juegos han cambiado durante su período de desarrollo, así como los prototipos de juegos cancelados.Hidden Palace también es responsable de desenterrar muchos prototipos de los juegos de Sonic the Hedgehog, incluido el hallazgo de prototipos de Sonic the Hedgehog y Sonic the Hedgehog 3, que anteriormente se pensaba que estaban perdidos.

### Reediciones
Empresas como GOG.com y Night Dive Studios son reconocidas por ayudar a migrar juegos antiguos a sistemas modernos. Entre sus esfuerzos se incluyen realizar investigaciones para rastrear todos los derechos legales asociados con un juego, incluidos aquellos que han cambiado de manos varias veces, para obtener autorización o derechos para volver a publicar el título, localizar la mayor cantidad posible del código fuente original del juego y adáptelo para que funcione en sistemas modernos, o cuando el código fuente no esté disponible, aplique ingeniería inversa al juego para que funcione de forma nativa o mediante emulación (como DOSBox ) con hardware moderno. GOG.com y Night Dive han liberado con éxito algunos juegos del limbo de la propiedad intelectual, como System Shock 2, al tiempo que han identificado títulos que siguen siendo difíciles de volver a publicar y preservar legalmente debido a conflictos entre los titulares de derechos de propiedad intelectual, como No One Lives Forever. Digital Eclipse ha desarrollado su propio motor Eclipse; Los juegos más antiguos, con la aprobación del editor, se descompilan en instrucciones básicas que pueden ser interpretadas por Eclipse Engine, que ha sido escrito para soporte de computadoras y consolas modernas y permite que el juego más antiguo continúe.

### Proyectos de archivo específicos de juegos
Como algunos juegos reciben actualizaciones continuas en lugar de tener una única versión estable definitiva, es posible que se pierdan versiones anteriores de un juego específico. Existen comunidades que se centran en preservar ciertos juegos de este tipo, como Omniarchive, un equipo que se centra específicamente en los archivos de Minecraft.